# Chengzhong (sockenhuvudort i Kina, Jiangsu Sheng, lat 32,48, long 119,91)
Chengzhong (kinesiska: 城中, 城中街道) är en sockenhuvudort i Kina. Den ligger i provinsen Jiangsu, i den östra delen av landet, omkring 110 kilometer nordost om provinshuvudstaden Nanjing. Antalet invånare är 53 343. Befolkningen består av 27 680 kvinnor och 25 663 män. Barn under 15 år utgör 11,0 %, vuxna 15-64 år 72 %, och äldre över 65 år 15,0 %.
Runt Chengzhong är det tätbefolkat, med 849 invånare per kvadratkilometer. Närmaste större samhälle är Taizhou, 1,1 km norr om Chengzhong. Runt Chengzhong är det i huvudsak tätbebyggt.
Genomsnittlig årsnederbörd är 1 302 millimeter. Den regnigaste månaden är juli, med i genomsnitt 255 mm nederbörd, och den torraste är januari, med 30 mm nederbörd.